# Fra Bartolomeo
Fra Bartolomeo, vlastním jménem Bartolommeo Pagholo del Fattorino nebo Bartolommeo di S. Marco, původně nazývaný Baccio della Porta, později označovaný i jako Frate (28. března 1472, Toskánsko – 31. října 1517, Florencie) byl italský malíř vrcholné florentské renesance.

## Životopis
Narodil se v Savignano di Prato v Toskánsku. Dostal přezdívku Baccio della Porta, protože jeho dům byl blízko brány San Pier Gattolini. Od roku 1483 nebo 1484 se na doporučení Benedetta da Maiana učil u Cosima Rosselliho. V roce 1490 nebo 1491 pracoval s Mariotto Albertinellim. Koncem let 1490 byl přitahován učením Girolama Savonaroly, který Bartolomea odsuzoval za umění, jež podle něj bylo marné a zkažené. Savonarola se zasazoval o umění sloužící jako přímé vizuální znázornění Bible, aby umění vychovávalo ty, kteří Bibli neumí číst. Z roku 1498 pochází jeho slavný portrét Savonaroly, nyní v Museo Nazionale di San Marco ve Florencii. Následující rok dostal Bartolomeo zakázku na vytvoření fresky Poslední soud pro nemocnici Santa Maria Nuova. Poté, co se Baccio 26. července 1500 stal dominikánským mnichem, fresku dokončil Albertinelli a Giuliano Bugiardini. Následující rok Baccio vstoupil do kláštera a stal se bratrem Bartolomeem v konventu San Marco.

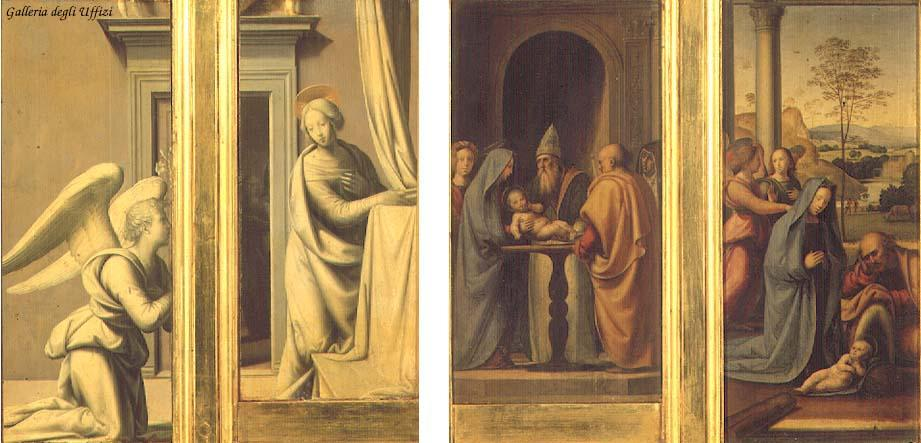
Tabernákl, Zvěstování (vpředu), Obřízka a Narození Krista (vzadu), kolem 1500, rozměry výška: 9 cm; šířka: 19,5 cm

Až do roku 1504 se vzdal malování. Roku 1504 se stal hlavou klášterní dílny na žádost jeho nadřízeného. V tom roce namaloval obraz Vidění svatého Bernarda pro rodinnou kapli rodiny Bernarda Bianca v kostele opatství Badia Fiorentina v centru Florencie. Obraz byl dokončen v roce 1507. Brzy poté navštívil Florencii Raffael Santi a z obou umělců se stali přátelé. Bartolomeo se naučil perspektivě od mladšího umělce, zatímco Raffael předal Bartolomeovi zkušenosti s barvou a ztvárněním drapérií. Je to patrné na obrazech, které Bartolomeo vytvořil po jejich setkání. Oba zůstali přáteli a když Bartolomeo odešel z Říma, Raffael dva obrazy, které zde Bartolomeo zanechal, dokončil.
Začátkem roku 1508 se Bartolomeo přestěhoval do Benátek. Namaloval zde obraz Bůh Otec s Kateřinou ze Sieny a Máří Magdalénou pro dominikánský farní kostel San Pietro Martire v Muranu. Práce je poněkud ovlivněna benátským stylem. Protože dominikáni mu za tuto práci nezaplatili, vzal obraz zpět do Luccy, kde je dodnes k vidění. V Lucce namaloval v říjnu 1509 společně s Albertinellim oltářní obraz Madona s dítětem a svatými pro místní katedrálu. Piero Soderini, florentinský státník jej 26. listopadu 1510 pověřil namalovat oltářní obraz pro Sala del Consiglio ve Florencii. Obraz je nyní v Museo Nazionale di San Marco ve Florencii. O dva roky později dokončil další oltářní obraz pro katedrálu v Besançonu.
V roce 1513 odešel Bartolomeo do Říma, kde namaloval obraz Petr a Pavel, nyní v Pinacoteca Vaticana. Obraz Sv. Marek Evangelista je v Paláci Pitti ve Florencii a fresky v dominikánském konventu Pian di Mugnone, Frazione Fiesole, hned za Florencií. Po díle Feast of Venus pro vévodu Alfonse I. d'Este z Ferrary se dochovaly jen kresby. Jeho posledním dílem je freska Noli me tangere, také v Pian di Mugnone. Bartolomeo Zemřel ve Florencii v roce 1517.

## Styl
Zpočátku jeho práce vykazovaly vliv Rosselliniho asistenta Piera di Cosimo, Domenica Ghirlandaia a Filippina Lippiho. Po přestávce v malování v letech 1500 až 1503 se jeho styl změnil. Od Raffaela převzal umění zachycení světla a jeho účinky na pohyb a tvar. Postavy Fra Bartolomea jsou povětšinou malé a zahalené. Bylo mu to vytýkáno s tím, že to jinak neumí. Aby dokázal, že to není pravda, namaloval mistrovské dílo, velkolepou postavu na obraze Sv. Marek Evangelista, skutečně mistrovské dílo, a obraz Sv. Šebestián. Tvrdí se, že posledně jmenované dílo tak silně vyjadřuje utrpení a agónii, že bylo nutné odstranit jej z místa kde bylo v kapli konventu vystaveno.
Kompozice obrazů Fra Bartolomeo jsou pozoruhodné. Nejen pro jeho umění práce se světlem a stínem, ale i pro bohatství a jemnost zbarvení a pro obdivuhodnou ztvárnění drapérií i postav. Bartolomeo byl první, kdo na svých obrazech postavil vedle sebe náboženské laiky a postavy svatých.
Mezi jeho žáky byli Cecchino del Frate, Benedetto Ciamfanini, Gabriel Rustici, Ridolfo Ghirlandaio (syn Domenica Ghirlandaia) a Fra Paolo Pistolese.

## Galerie
- Nanebevzetí Panny Marie, 1508, olej na plátně, Kaiser – Friedrich – Museum, Berlín (zničeno 1945)
- Madonna se svatými, 1512, spolu s Albertinellim, olej na plátně, katedrála v Besançonu
- Svatá disputace, 1512, olej na plátně
- Kristus s dvěma anděly, kolem 1514, olej na plátně, Casa Vasari, Arezzo
- Sv. Šebestián, 1515 – olej na plátně, Alaffre Collection, Pézenas, Francie

Náboženská témata
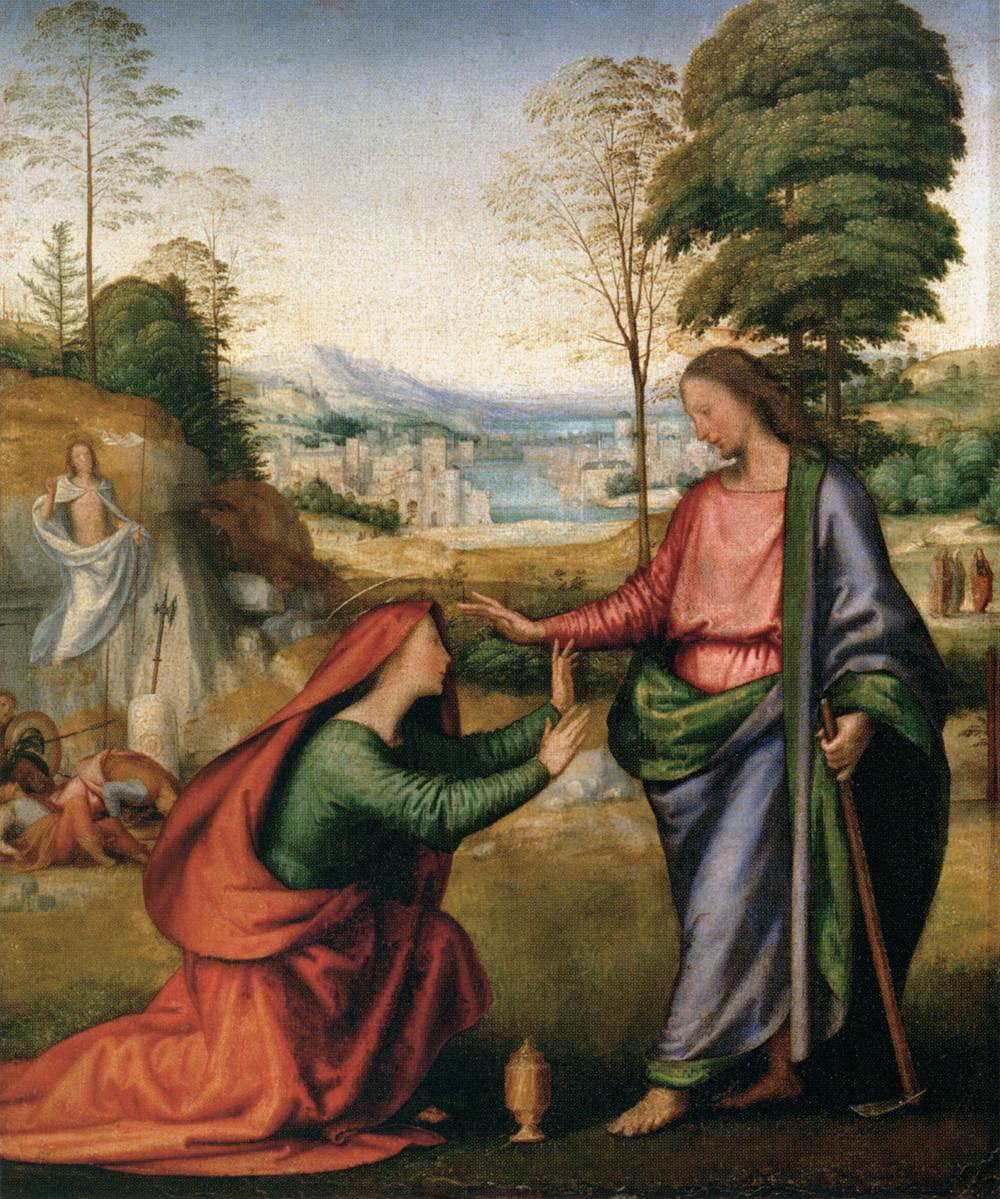
Nedotýkej se mně (Noli Me Tangere)
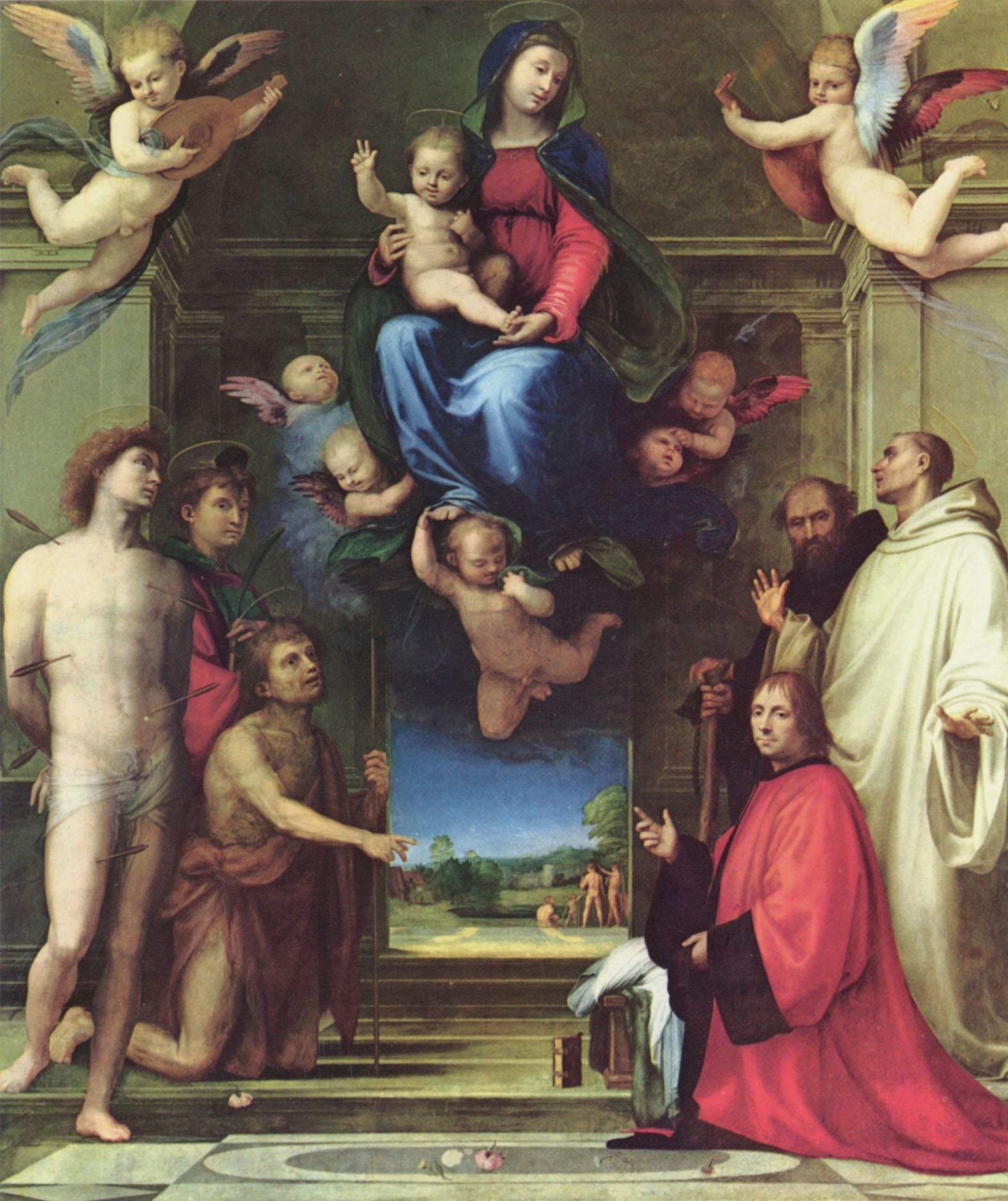
Madonna in Glory with Saints, katedrála v Besançonu
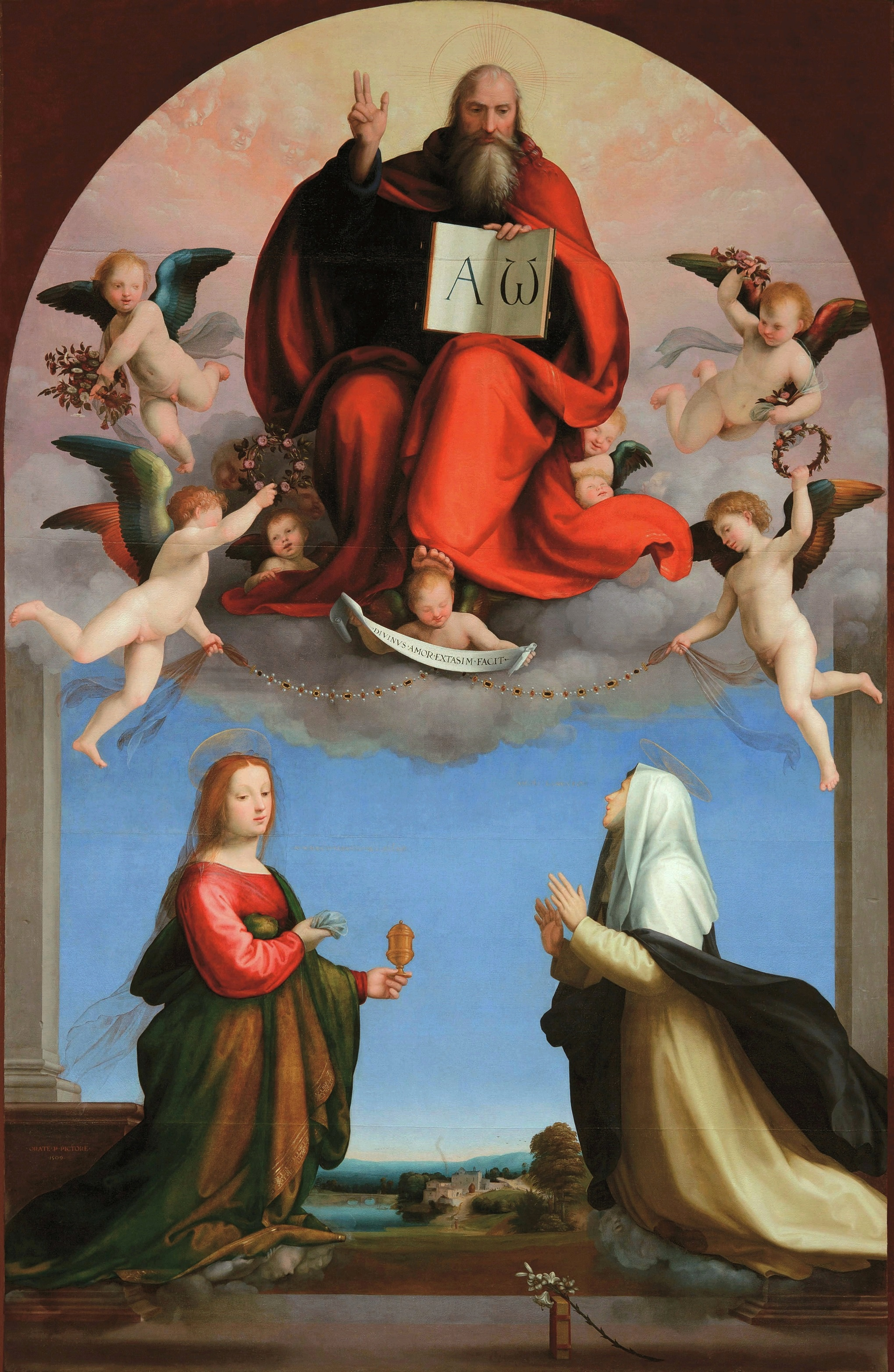
Bůh Otec s Kateřinou ze Sieny a Máří Magdalénou, National Museum of Villa Guinigi
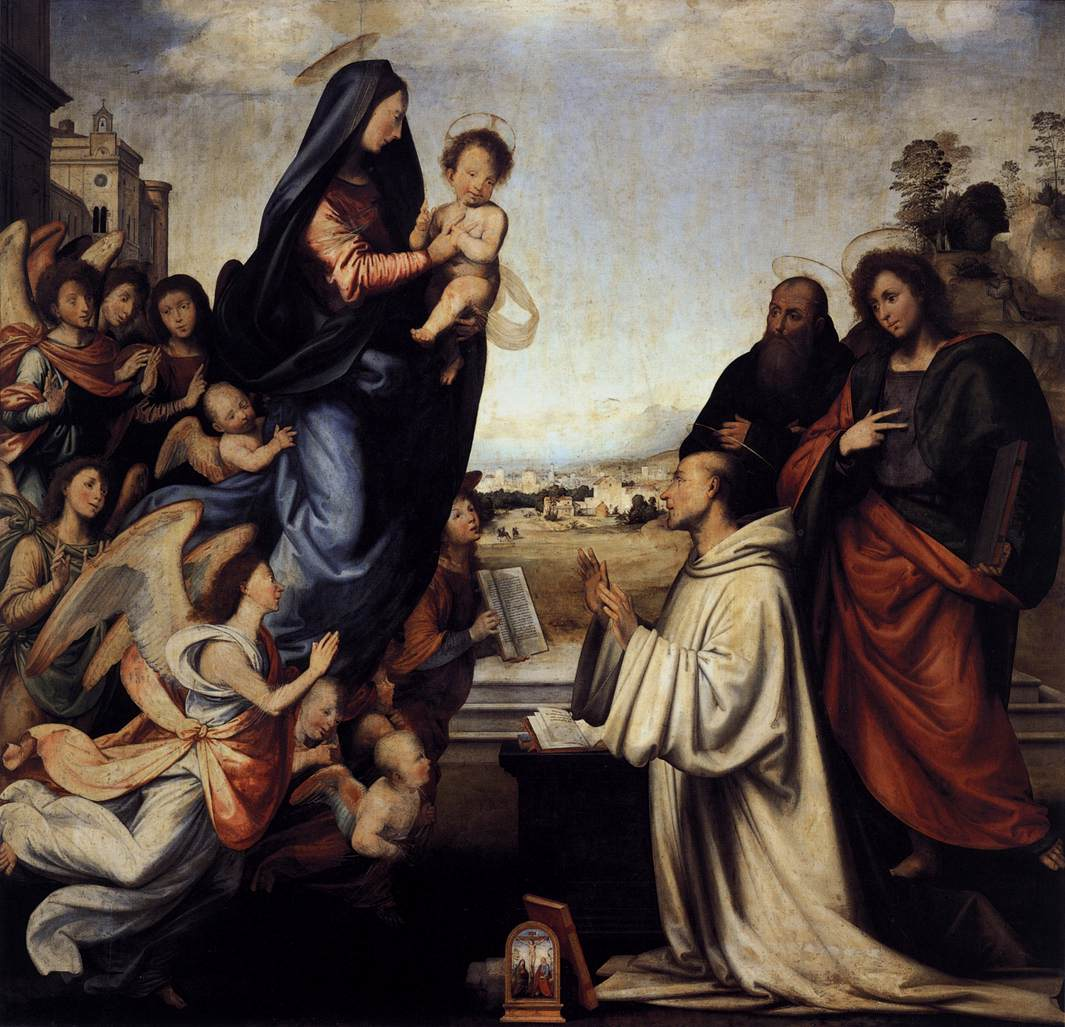
Prozření Sv. Bernarda, kolem 1504, Uffizi
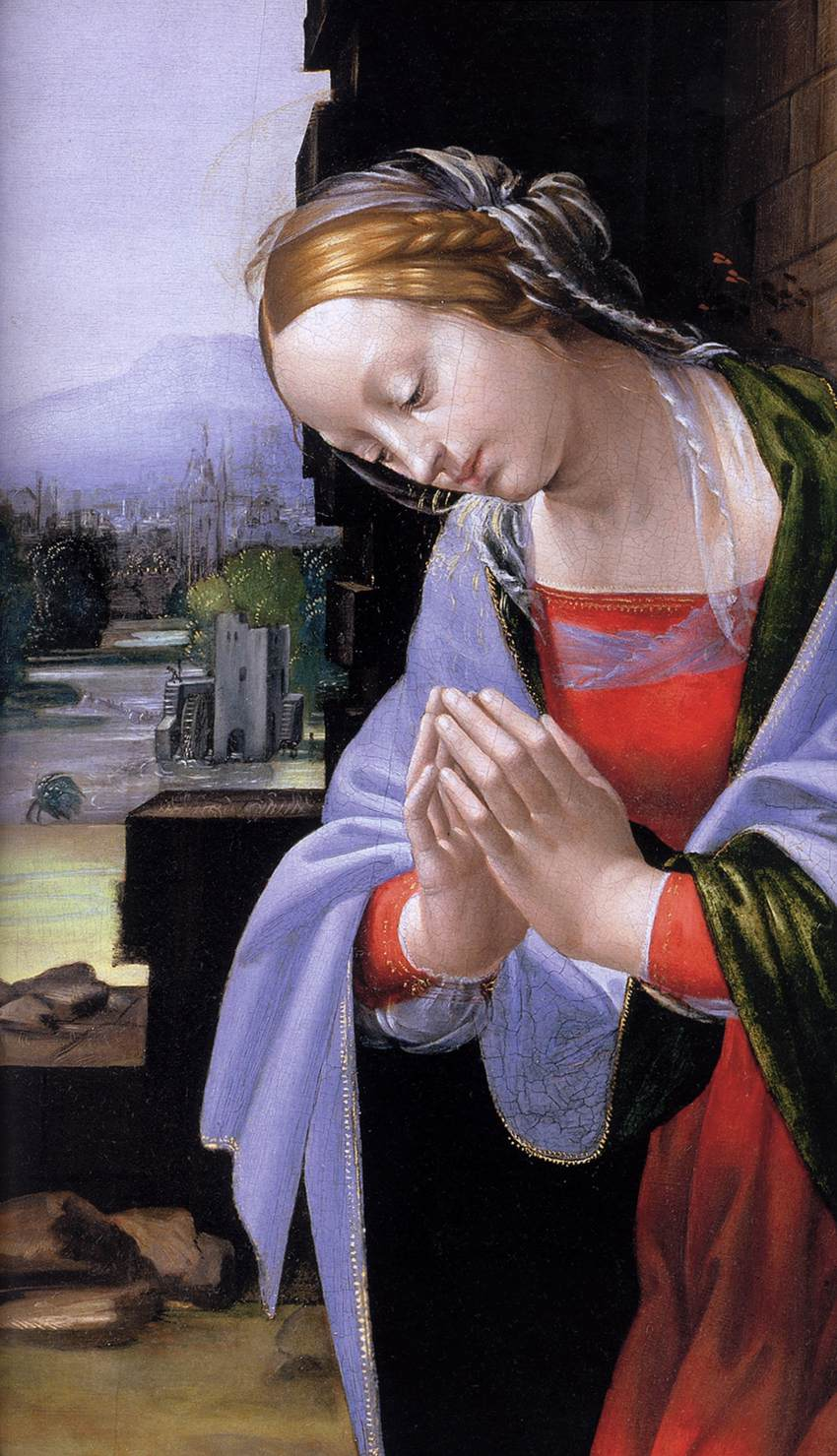
Klanění božskému dítěti

Portréty, detail
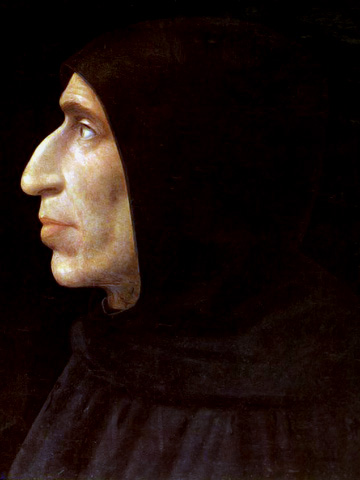
Girolamo Savonarola
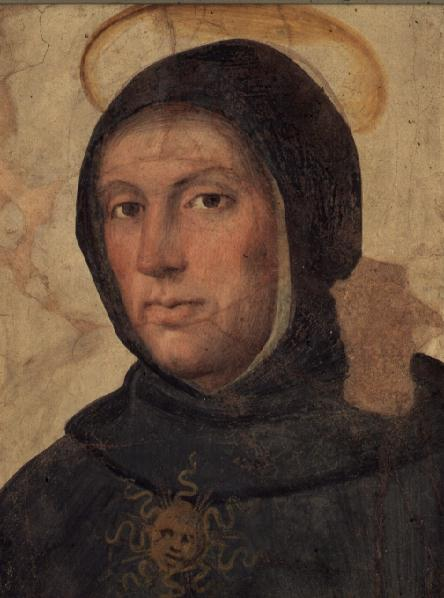
Tomáš Akvinský
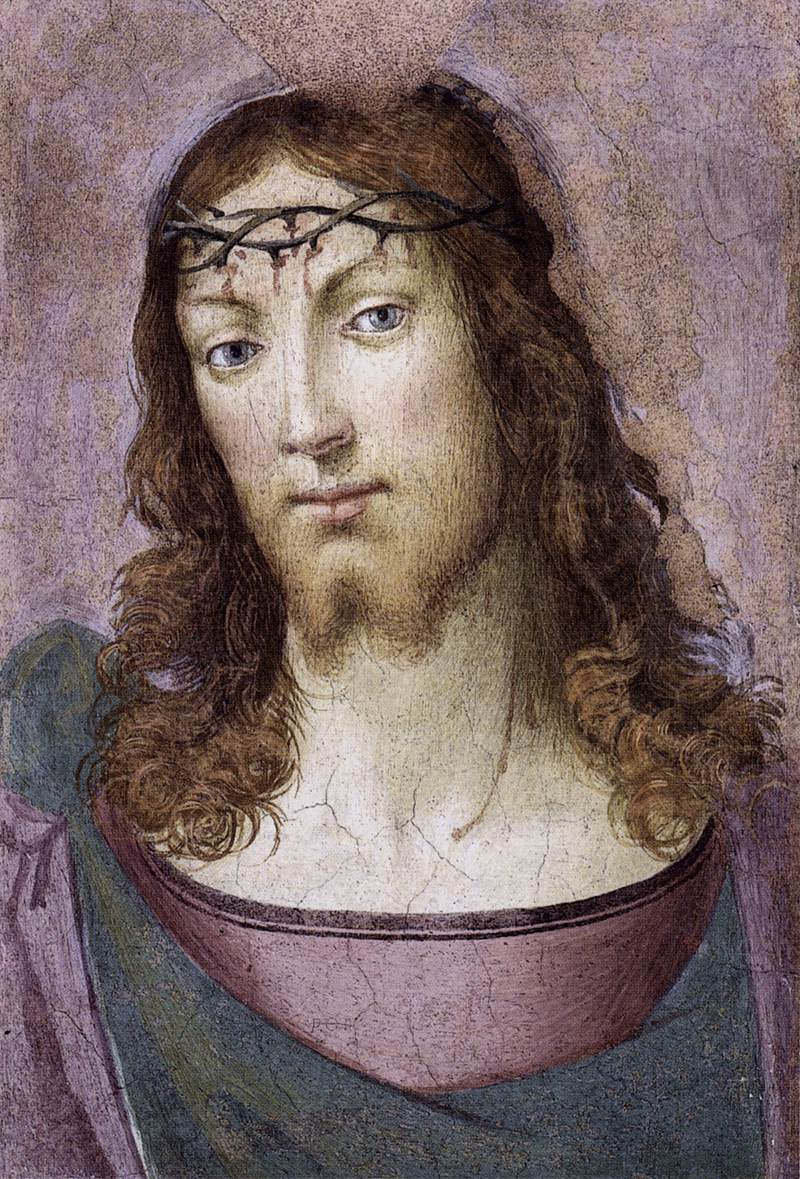
Kristus s trnovou korunou
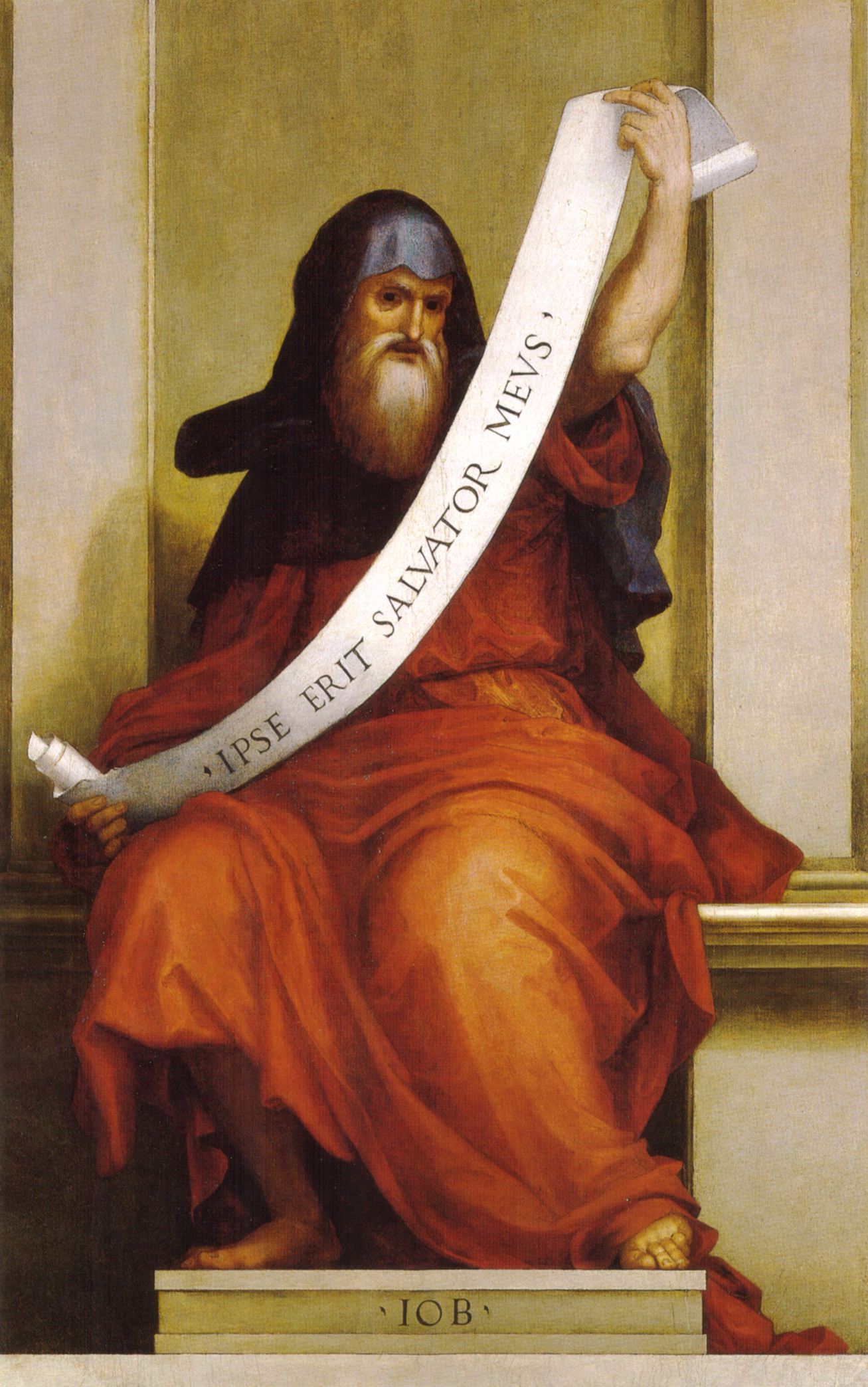
Job, biblická postava
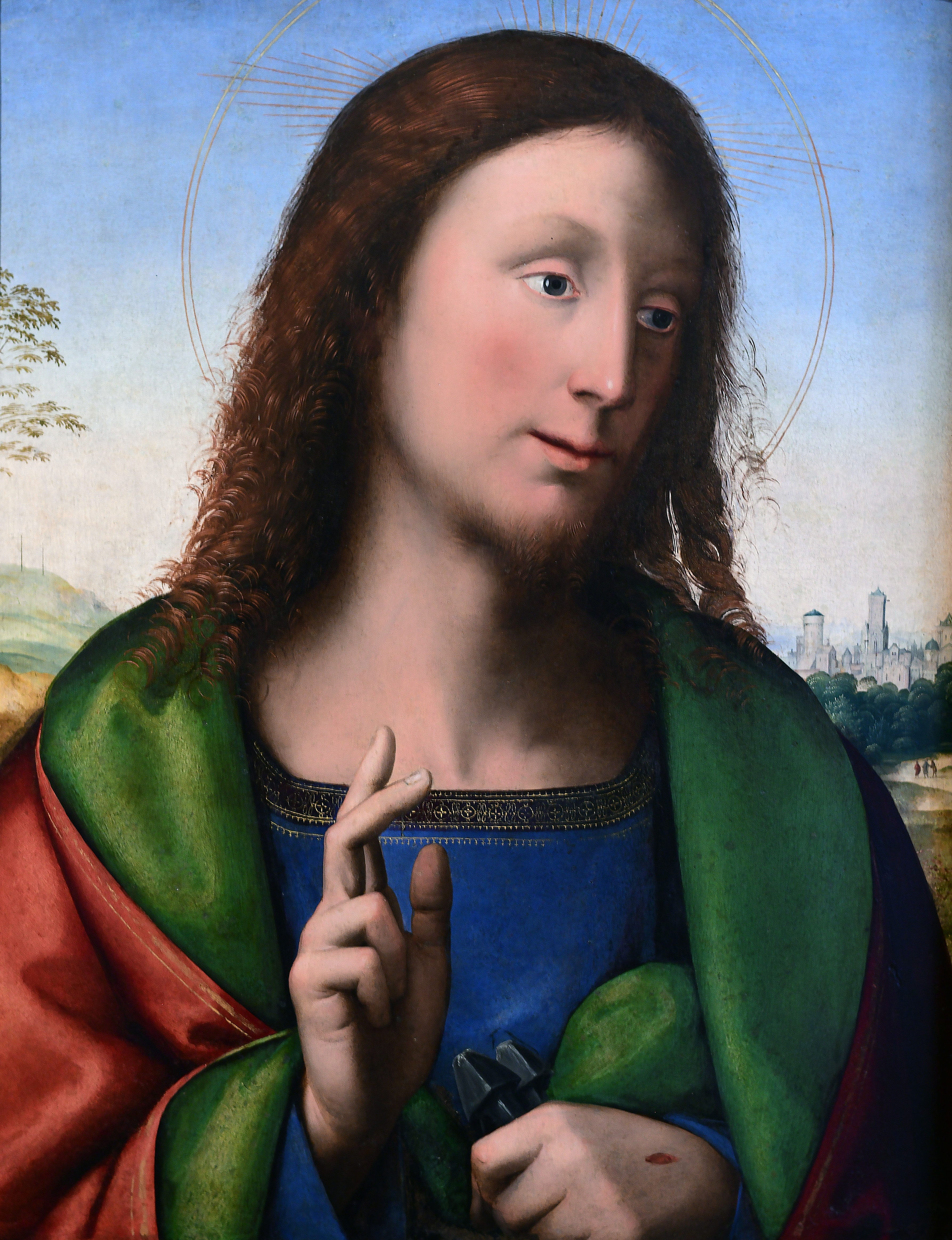
Ježíš